# Ellen Kylberg
Gabriella Amanda (Ellen) Kylberg, född 20 mars 1836 i Såtenäs i Skaraborgs län, död 19 februari 1921 i Skara, var en svensk konstnär och författare. Hon tillhörde konstnärsfamiljen Kylberg på Såtenäs herrgård.

## Biografi
Kylberg föddes 1836 i Såtenäs. Hon var dotter till konstnären Lars Wilhelm Kylberg och Maria, född Ahlberg. Hon var syster till bland andra Lars W. Kylberg, Hjalmar Kylberg, Ivar Kylberg, Regina Kylberg-Bobeck och Marina Kylberg. Hon tillhörde den så kallade konstnärsfamiljen Kylberg på Såtenäs herrgård, där många av familjemedlemmarna ägnade sig åt konstnärliga aktiviteter. Totalt bestod syskonskaran av fjorton barn. Ett stort antal teckningar finns bevarade från i stort sett samtliga av familjens medlemmar, och bland de så kallade Såtenästeckningarna återfinns en teckning i blyerts av Ellen Kylberg avbildande hennes föräldrar och en akvarell, som skildrar ett av syskonen som överräcker en teckning till föräldrarna för påseende. Verk av Kylberg i olika tekniker finns representerade på Västergötlands museum.
Ellen och Regina Kylbergs Dagbok från Italien 1881–83 gavs ut 1981 av Gabriel Hallbäck med förord av Hilding Lillieroth.